# Покладання
Покладання — соціальна категорія, котра являє собою матеріальну реалізацію, узагальненішої соціальної категорії довіри, котра проявляє себе в соціальній/етологічній поведінці суб'єкта, що довіряє.
Соціальний абстрактний термін покладання не слід плутати з утилітарним терміном покладання, що тривіально означає матеріальну дію. Наприклад, «покладання квітів до чогось», «покладення тіла в могилу» тощо.
На практиці поширеніша дієслівна форма використання даної категорії. Наприклад, Покластися на (Rely upon/Rely on/Depend on) когось, чи щось, хто/що має довіру. Іншими словами, тільки у разі, коли суб'єкт покладання переносить довіру на об'єкт покладання, і реалізується сама категорія покладання. Через процес покладання можливе практичне і незалежне «вимірювання» третіми особами того, наскільки покладальник довіряє об'єктові покладання.

## Етимологія та походження терміна

### Парадокси семантичної нішіпокладання
Етимологія слова та семантичної ніші покладання може бути досліджена на прикладі т.з. примордіальних мов, котрі в найменшій мірі зазнали цивілізаційного впливу і тому зберегли до сьогодні у морфологічній формі свою історію.
Оскільки всі слов'янські мови належать до класу примордіальних, тому в них в найбільшій мірі проявляється процес словотворення.
Проте навіть серед слов'янських мов, тільки українська мова має сьогодні іменник покладання, що однозначно відповідає семантичній ніші абстрактної категорії покладання. Наприклад, в російській мові є слово «положение», котре морфологічно відповідає українському слову «покладання». Проте це російське слово прикріплене до зовсім інших семантичних ніш ніяк не зв'язаних з самою нішею покладання.
Суть покладального парадоксу полягає в тому, що сама семантична ніша для процесів покладання в індоєвропейських мовах є, а іменникових слів, що відображають цю нішу — немає (ніби то над цією семантичною нішею лежить своєрідне табу).
Оскільки в сучасному суспільстві існує соціальне замовлення на дану семантичну нішу, тому сьогодні в більшості мов вона передається у дієслівній формі «покластися на»/«положиться на»/«rely upon» тощо.

### Морфологія терміна
Очевидно, що слово покладання є типовим дієслівним іменником, тобто утворене від дієслова покласти. Своєю чергою дієслово покласти утворене із дієслова класти з додаванням префікса по, що означає суб'єктну підлеглість дії класти до дії покласти. Тобто в самому дієслові покласти відображено через префікс по наявність суб'єкта дії, що посилює акт дії. Іншими словами слово покласти — це «дія у квадраті».